# چگانتسی
چگانتسی (به بلغاری: Chegantsi) یک منطقهٔ مسکونی در بلغارستان است که در شهرستان کاردژالی واقع شده‌است.